# Clementine Pellegrini

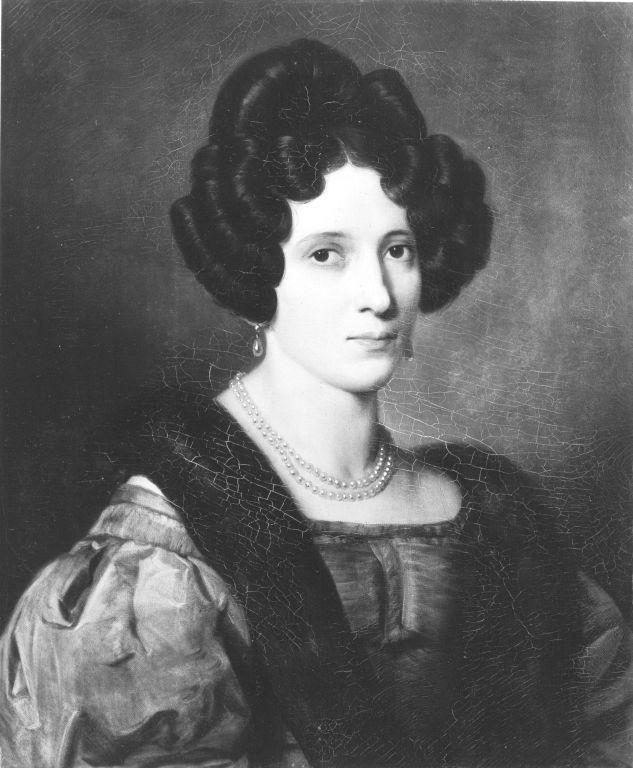
Clementine Pellegrini

Clementine Pellegrini, geborene Clementine Moralt (8. Oktober 1797 in München – 7. Juli 1845 ebenda) war eine deutsche Opernsängerin (Kontra-Alt).

## Leben
Moralt, in München 1797 geboren, wurde daselbst ausgebildet und bereits 1817 als Hof- und Kammersängerin angestellt. Im Jahre 1820 wurde sie Mitglied der italienischen Oper und 1826 ging sie mit ihrem Mann Julius Pellegrini (Heirat 1824) zur deutschen Oper über. Bei derselben wirkte sie bis 1843. Sie war eine vortreffliche Kontra-Altistin mit schöner Stimme, gebildetem und gefühlvollem Vortrage. Ihre Erfolge auf der Bühne waren nicht unbedeutend, doch wurde sie noch mehr als Kirchen- und Konzertsängerin geschätzt. Die Künstlerin starb am 7. Juli 1845 in München.

## Grabstätte
Die Grabstätte von Klementine Pellegrini befindet sich auf dem Alten Südlichen Friedhof in München (Gräberfeld 16 – Reihe 12 – Platz 12/13).

## Familie
Ihre Eltern waren der Musiker Adam Moralt (1748–1811) und Maria Anna Kramer. Sie hatte mindestens acht Geschwister:
- Joseph Moralt (1775–1855), Geiger
- Johann Baptist Moralt (1777–1825), Komponist
- Philipp Moralt (1780–1830), Violoncellist
- Jakob Moralt (1780–1820), Bratscher
- Carl Moralt (1800–1853), Kontrabassist
- Friedrich Moralt (1805–1869), Hornist
- Anton Moralt (1807–1862), Kontrabassist
- August Moralt (1811–1886), Violoncellist

Ihr Mann war der Opernsänger Julius Pellegrini (1806–1858), und ihr Enkel der Geiger Alfred Pellegrini (1887–1962).